# Église catholique au Groenland
L’Église catholique est très minoritaire au Groenland. Sur une population d'environ 57 000 habitants, la plupart sont des luthériens de l’Église du Danemark ; au 31 décembre 2009 n'étaient inscrits que soixante catholiques.
Ce sont surtout des Danois et des Philippins; il y a seulement quelques catholiques groenlandais.

## Histoire
Le siège du diocèse de Gardar (début XIIe siècle - début XVe siècle) était situé au Groenland. son premier évêque fut Erik Gnupsson, envoyé par le pape Pascal II en 1121.
Après l'introduction du principe de liberté religieuse dans la Constitution danoise de 1953, la mission du Groenland a été confiée aux Oblats de Marie-Immaculée, qui ont été présents dans le pays de 1958 à 2009.
En 2007, un colloque œcuménique et interreligieux sur le thème « Arctique : miroir de la vie » a eu lieu à la paroisse de Nuuk ; le cardinal  Theodore McCarrick, envoyé spécial du pape Benoît XVI, y était présent pour l'Église catholique .

## Organisation
Il y a une seule paroisse au Groenland, celle du Christ-Roi (en) à Nuuk (Krist Konge Kirke), relevant du diocèse de Copenhague ; l'église a été consacrée le 11 juin 1972. La messe y est célébrée en danois et en anglais.
En collaboration avec l'ordinariat militaire des États-Unis, la mission fonctionne aussi pour les catholiques américains stationnés à la base militaire (Peterson Air Force Base) à Thule.
Depuis 2009, la paroisse est confiée aux prêtres de l’Institut du Verbe Incarné  (IVE). 
Depuis 1980, il y a à Nuuk des religieuses des Petites Sœurs de Jésus (Jesu Små Søstres Kommunitet / Jiisusip Najaarai).